# Lunax
Lunax era una comuna francesa situada en el departamento de Alto Garona, de la región de Occitania, que el 1 de enero de 2017 pasó a ser una comuna delegada de la comuna nueva de Péguilhan al fusionarse con la comuna de Péguilhan.

## Demografía
| Gráfica de evolución demográfica de Lunax entre 1800 y 2014 |
|                                                             |

Los datos demográficos contemplados en este gráfico de la comuna de Lunax se han cogido de 1800 a 1999 de la página francesa EHESS/Cassini, y los demás datos de la página del INSEE.